# Spread the Fire
Spread the Fire est l'unique album studio du groupe américain Fueled By Fire. L'album est sorti le 20 septembre 2006 sous le label Annialation Records.
L'album a été ré-édité en septembre 2007 par le label Metal Blade Records. Deux titres ont été ajoutés à la liste des titres et la couverture de la pochette de l'album a été changée.
Le groupe montre clairement au travers de cet album sa volonté de glorifier le genre Thrash metal. En effet, la seconde couverture représente un "thrash metalleux" en train d'assassiner deux jeunes avec sa ceinture cloutée. De plus, le titre Thrash Is Back explique explicitement la volonté du groupe à remettre le Thrash metal au premier plan de la scène metal.
C'est le premier et sera l'unique album du groupe enregistré avec Jovanny "Gio" Herrara, qui va quitter le groupe peu après la sortie de cet album.

## Musiciens
- Jovanny "Gio" Herrara : Chant, Guitare
- Chris : Guitare
- Anthony Vasquez : Basse
- Carlos Gutierrez : Batterie

## Liste des morceaux
1. Intro : Ernest Goest to Hell (intro instrumentale)
2. Thrash Is Back
3. Striking Death
4. Spread the Fire!!!
5. Betrayal
6. Massive Execution
7. Metal Forever
8. Dreams of Terror
9. Command of the Beast
10. Chaotic Punishment (ré-édition)
11. Put to Death (ré-édition)